# Торсен
Торсен е механичен самоблокиращ се междинен диференциал (изравнителна предавка), който регулира силата между предната и задната оси според нуждите им. Понятието „Torsen” е съставено от английските думи „torque“ (въртящ момент) и „sensoring ” (чувстващ). Диференциалът работи, чувстващ въртящия момент. Системата реагира на различните въртящи усилия между входящия и изходящия валове (предна и задна оси). Така е възможно едно вариращо разпределение на задвижващия момент между осите. При Torsen -диференциала двете задвижващи зъбни колела са свързани чрез червячни предавки. Те ограничават оборотните разлики, но продължават да се грижат за изравняване на оборотите при движение в завой.
Той е изобретен от американеца Върнън Глисман и произведен от Gleason Corporation.